# Mercenario da Monteverde

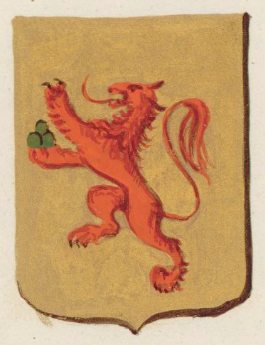
Stemma dei da Monteverde di Fermo

Mercenario da Monteverde (1275 circa – Fermo, 20 febbraio 1340) è stato un tiranno italiano.

## Biografia
Fu figlio forse illegittimo di Fidesmido II da Monteverde e nacque nella seconda metà del XIII secolo.
Aderì il partito ghibellino, divenendone acceso sostenitore. Nel 1318 iniziò la sua attività militare, assaltando diversi centri del maceratese. Nel 1323 sconfisse i guelfi guidati da Berardo II da Varano, signore di Camerino, nella battaglia di Osimo.
Nel 1331 con un colpo di stato divenne signore di Fermo, che governò per dieci anni e dominò come un tiranno. Papa Benedetto XII lo esortò più volte a sottomettersi all'autorità della Chiesa. Nel 1340, mentre cavalcava con sette compagni, venne assalito da alcuni congiurati e ucciso. Venne ricordato dai cronisti come "tiranno maligno e nemico della Chiesa".

## Discendenza
Mercenario sposò una certa Risabella dalla quale ebbe una figlia:
- Mittarella (1314-?), erede del padre, sposò Lodovico da Mogliano e Gualtiero Chiavelli di Fabriano

Ebbe anche due figli naturali:
- Niccolò
- Rinaldo detto "Rinalduccio" (?-1380), mercenario, sposò Villanella, figlia di Luchino Dal Verme[4]